# Robert Robinson (basketballer)
Robert Lloyd "Jackie" Jackson Robinson (Fort Worth (Texas), 26 april 1927 – Augusta (Georgia), 8 februari 2022) was een Amerikaans basketballer. Hij won met het Amerikaans basketbalteam de gouden medaille op de Olympische Zomerspelen 1948.
Robinson speelde voor het team van de Baylor University. Tijdens de Olympische Spelen speelde hij 5 wedstrijden, inclusief de finale tegen Frankrijk. Gedurende deze wedstrijden scoorde hij 13 punten.
Na zijn carrière als speler werd hij dominee bij de First Baptist Church of Augusta.
11 Lew Beck · 
12 Ralph Beard · 
15 Alex Groza · 
23 Cliff Barker · 
24 Ray Lumpp · 
26 Kenny Rollins · 
27 Wallace Jones · 
30 Vince Boryla · 
33 Don Barksdale · 
55 Jesse Renick · 
66 Gordon Carpenter · 
77 Jackie Robinson · 
90 Bob Kurland · 
99 Robert Pitts · 
Coach Bud Browning